# Proves
Proves (Provés in ladino anaunico) è un comune italiano di 251 abitanti della provincia autonoma di Bolzano in Trentino-Alto Adige.

## Origini del nome
Il toponimo è attestato come Provessum (de Provesso) nel 1274 e come Proveis nel 1524 e deriva probabilmente dal nome di persona latino Probus con un suffisso -asius.

## Storia
Nel 1946 il comune, facente parte assieme a Lauregno della zona germanofona dell'Alta Val di Non, è passato dalla provincia autonoma di Trento alla provincia autonoma di Bolzano in seguito all'accordo De Gasperi-Gruber.
Dal 1998 un tunnel stradale ricongiunge il paese alla Val d'Ultimo.

### Simboli
Lo stemma raffigura un fagiano di monte in un quadrato dorato, con i lati ricurvi ed i vertici ornati da trifogli, su sfondo azzurro. Il fagiano ricorda che la zona era famosa per l'attività venatoria; i quattro vertici rappresentano i quattro comuni originari di lingua tedesca della Val di Non: Lauregno, Proves, Senale-San Felice, gli ultimi due unificati. Lo stemma è stato adottato nel 1966.

## Monumenti e luoghi d'interesse

### Architetture religiose
- Chiesa di San Nicolò Vescovo. La chiesa parrocchiale neogotica del paese, dedicata a San Nicolò, venne costruita tra il 1870 e il 1876 sulla base della precedente cappella medievale. È decorata con notevoli affreschi eseguiti dal pittore nazareno Albrecht Steiner von Felsburg[7].

## Società

### Evoluzione demografica
Abitanti censiti

## Amministrazione
Nella "giornata mondiale dei consumatori", il "centro tutela consumatori utenti" di Bolzano assegna il "premio del consumatore 'OK d'oro'" al comune di Proves, con la motivazione di aver ridotto le tariffe municipali del 43,6%.
| Periodo | Periodo   | Primo cittadino     | Partito | Carica  | Note |
| ------- | --------- | ------------------- | ------- | ------- | ---- |
| 2005    | 2010      | Sebastian Mairhofer | SVP     | Sindaco |      |
| 2010    | in carica | Ulrich Gamper       | SVP     | Sindaco |      |